# ロジャー・フライ
ロジャー・フライ（Roger Eliot Fry, 1866年12月14日 - 1934年9月9日）は、ロンドン生まれの、イギリスの画家・芸術批評家で、ブルームズベリー・グループの一員でもあった。

## 生涯
ケンブリッジ大学のキングス・カレッジに学び、そこでケンブリッジ使徒会（Cambridge Apostles）の一員に迎えられる。最初の試験を自然科学で合格した後、パリとイタリアに赴き、イタリア美術を専攻し、最終的には風景画家となった。
1910年、ブルームズベリー・グループのメンバーたちと共に、ポスト印象派の展覧会（マネとポスト印象派展：マネ、セザンヌ、ゴーギャン、ゴッホ等）をロンドンで企画する。この企画は、フライが愛情を抱いていたオットリン・モレルがこれを後援した。同展はロンドンの美術界に大きな刺激を与えた。
1913年には、「オメガ・ワークショップ」（Omega Workshop）という一種のデザイン工房を設立。ここに、ヴァネッサ・ベルやダンカン・グラントも所属した。当時グラントは、ヴァネッサ・ベルの恋人だった。
後にヴァネッサの妹で作家ヴァージニア・ウルフが、評伝『ロジャー・フライ伝』（宮田恭子訳、みすず書房、1997年）を書いている。

## 主な著作
- Vision and Design (1920)
  - 『ヴィジョンとデザイン』 蜂巣泉・堀川麗子訳、水声社、2019年
- Transformations (1926)
- Cézanne. A Study of His Development (1927)
  - 『セザンヌ論　その発展の研究』 辻井忠男訳、二見史郎解説、みすず書房、1990年、新装版2015年
- Henri Matisse (1930)、アンリ・マティス論
- French Art (1932)
- Reflections on British Painting (1934)

## 作品

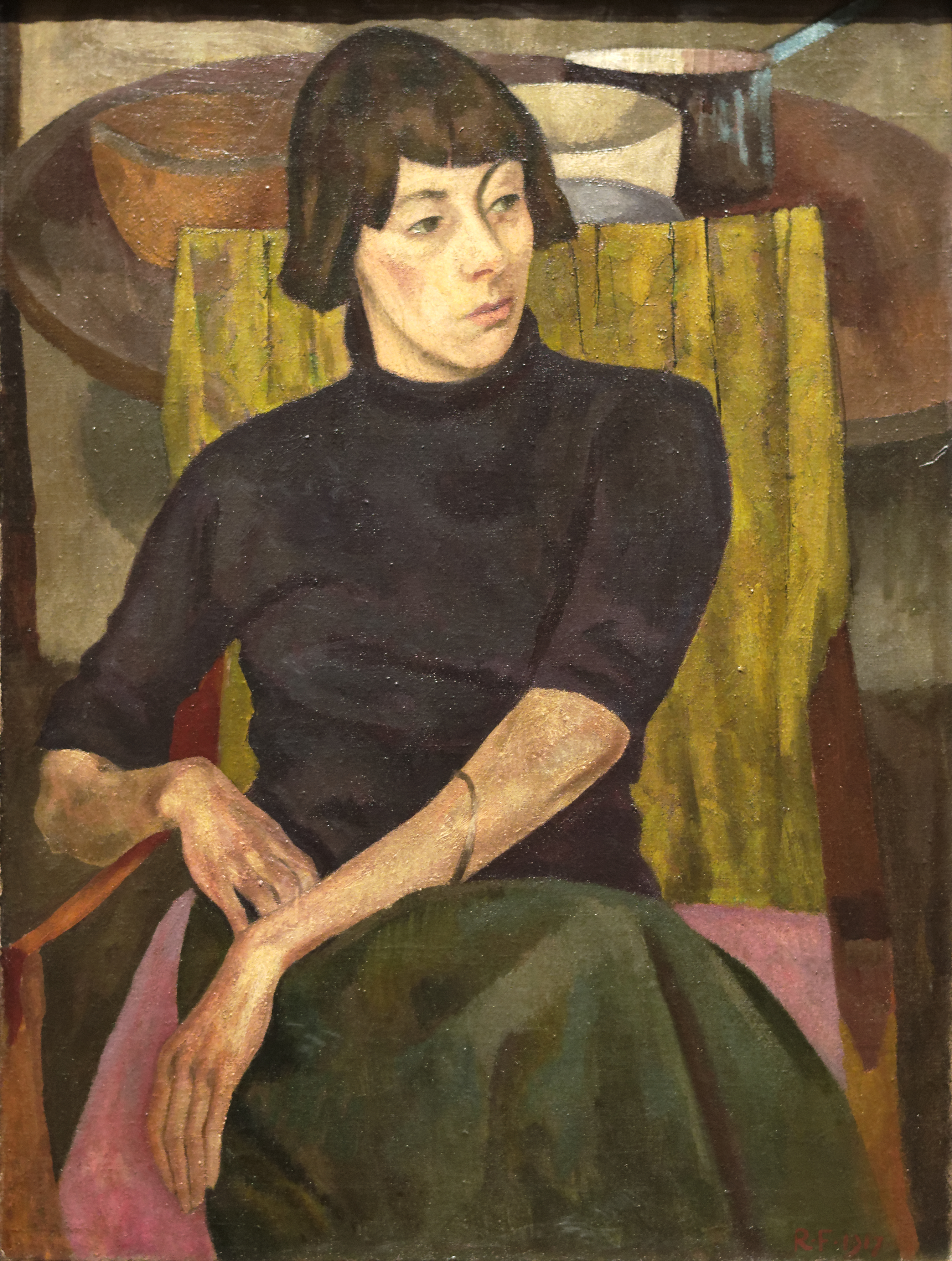
ニーナ・ハムネット,1917
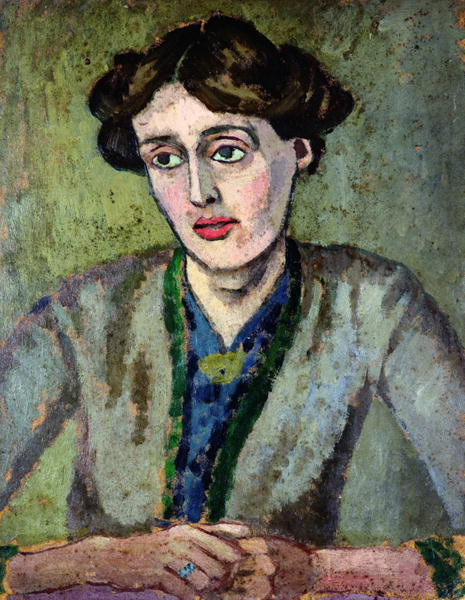
ヴァージニア・ウルフ,1917
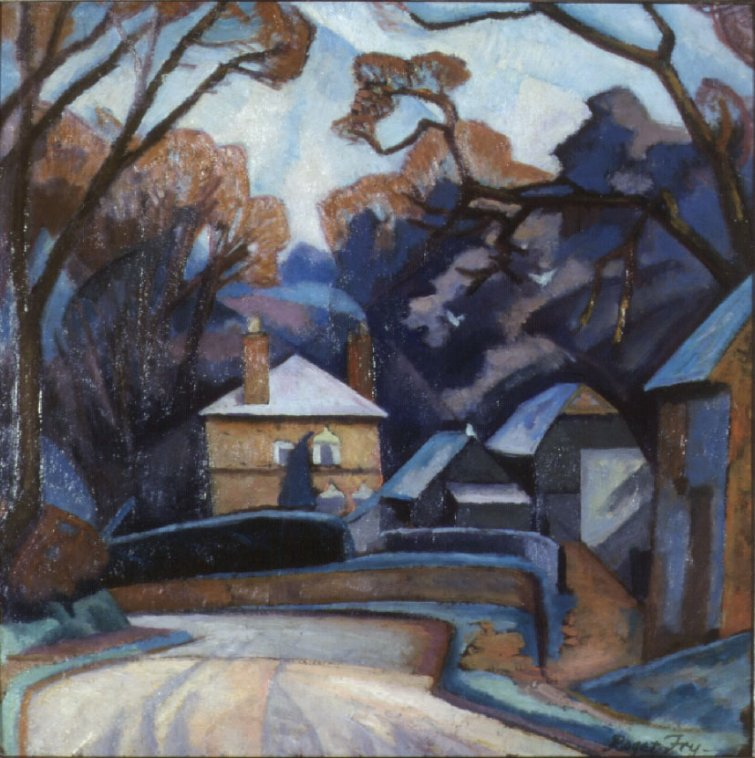
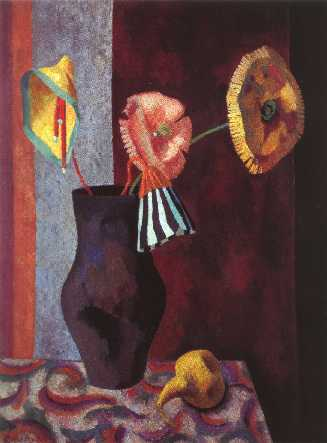
Still Life with Omega Flowers

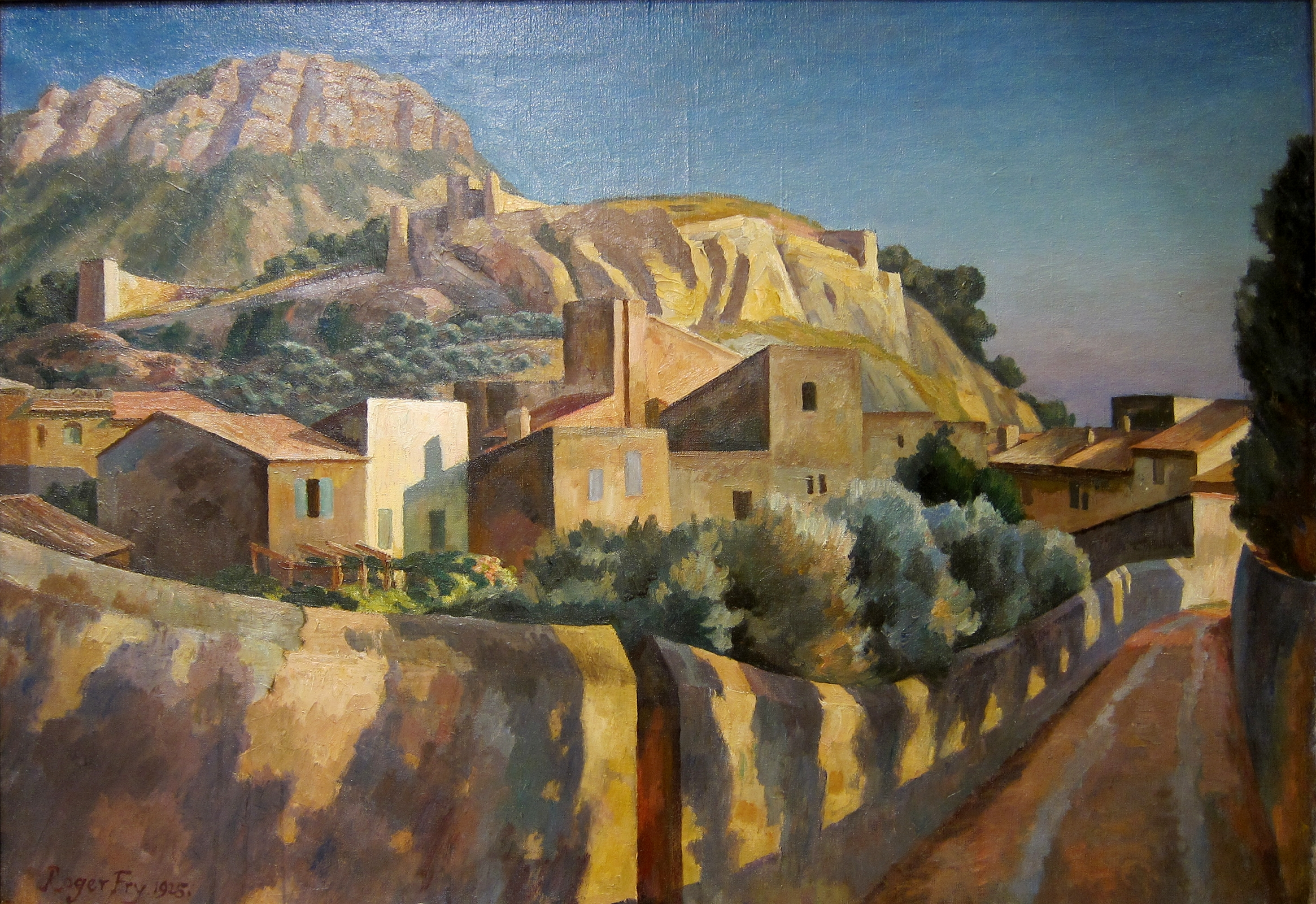
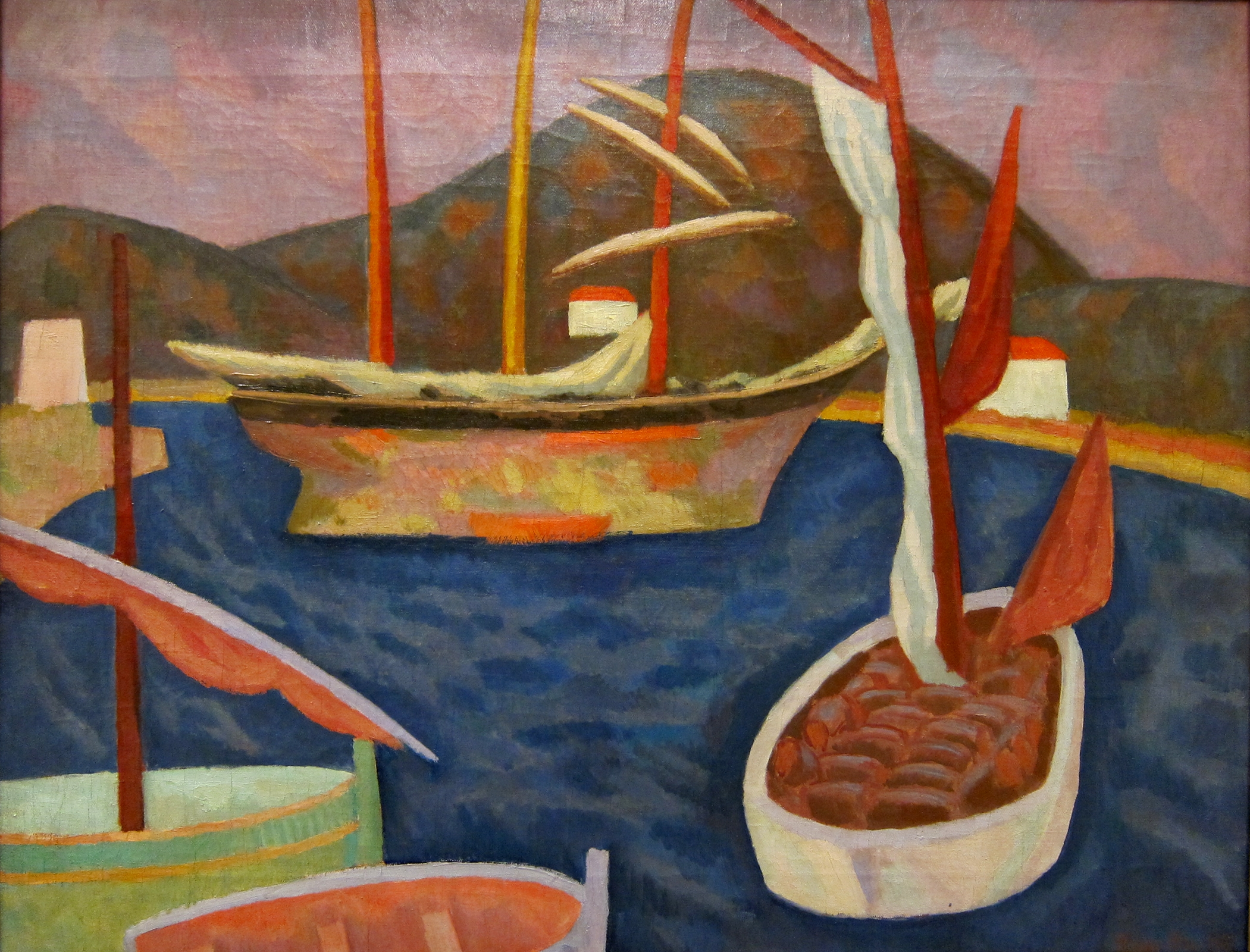
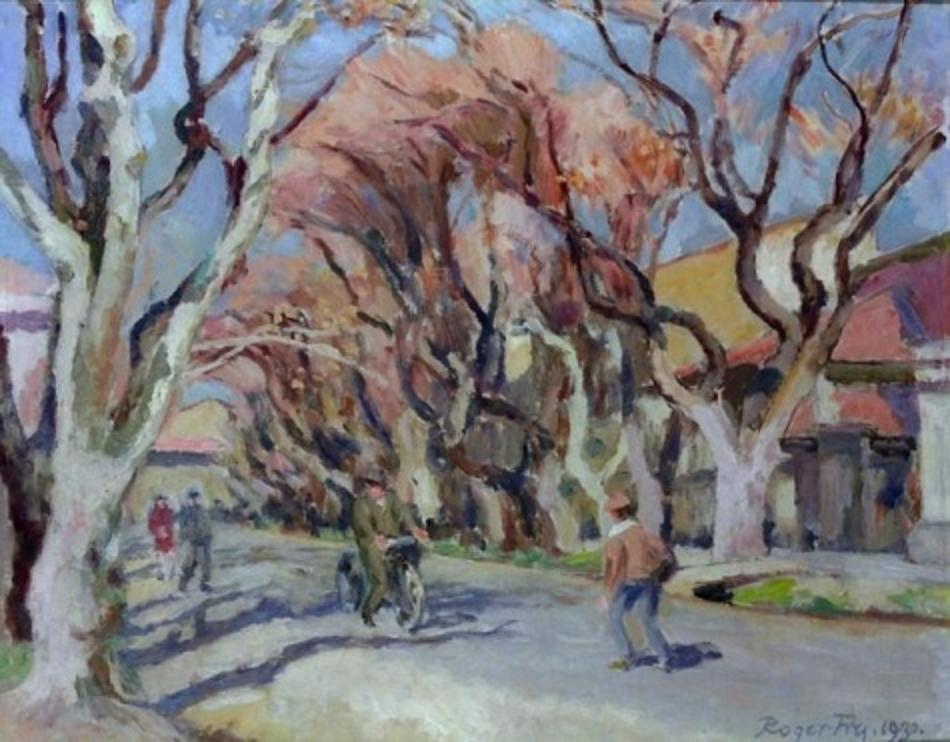